# Gmina Blinisht
Gmina Blinisht (alb. Blinisht) – gmina położona w zachodniej części Albanii. Administracyjnie należy do okręgu Lehza w obwodzie Lehza. W 2011 roku populacja gminy wynosiła 3361 osób w tym 1723 kobiety oraz 1638 mężczyzn, z czego Albańczycy stanowili 83,22% mieszkańców. 
W skład gminy wchodzi siedem miejscowości: Blinisht, Troshan, Fishte, Krajne, Piraj, Baqel, Koled.